# Османбегова чесма
43° 56′ 31.1″ N 21° 57′ 1.8″ E / 43.941972° С; 21.950500° И
Османбегова чесма налази се у самом центру Подгорца, у општини Бољевац. Реч је о турској, каменом озиданој чесми с краја 18. века. Око чесме се са све четири стране налазе озидана корита за воду.
Чесма и данас служи својој намени, а у народу је позната и као Хајдук-Вељкова чесма.
Представља непокретно културно добро као споменик културе и заштићена је на основу Одлуке о проглашењу за културно добро СО Бољевац, бр. 633-488/80-07 од 15. маја 1980. године.